# Giacinto Placido Zurla
Placido Zurla (nato Giacinto Zurla; Legnano, 20 aprile 1769 – Palermo, 29 ottobre 1834) è stato un cardinale, arcivescovo, teologo, storico e geografo italiano appartenente all’Ordine dei Camaldolesi. Fu una figura di spicco nella Roma dell’Ottocento, noto sia per la sua erudizione teologica che per le opere geografiche e storiche, oltre che per la sua influenza come vicario di Roma e prefetto della Sacra Congregazione degli Studi.

## Biografia

### Origini e formazione
Placido Zurla nacque il 20 aprile 1769 dal ramo temporaneamente trapiantato a Legnano da una nobile famiglia cremasca (Zurla). Al fonte battesimale ricevette il nome Giacinto, ma, entrando nell’Ordine camaldolese, assunse il nome religioso di Placido.
Tornò a Crema nel 1780. Studiò nelle scuole locali e fu presto notato per l’ingegno vivace e lo spirito brillante. Adolescente, seguì le predicazioni del barnabita Padre Barnabita Quadrupani, maturando la decisione di entrare nella vita monastica.

### Vita monastica e accademica
Entrò nell’isoletta di San Michele di Murano presso i Camaldolesi, dove vestì l’abito religioso e pronunciò i voti solenni.
Nel convento di Murano collaborò con il futuro papa Gregorio XVI (Mauro Cappellari), con il quale fondò un collegio per l’istruzione dei giovani religiosi. Divenne docente di filosofia e in seguito lettore di teologia dogmatica.
Dopo la soppressione degli ordini religiosi del 1810, accettò l’incarico di insegnante di Teologia morale presso il Seminario di Venezia. Nel 1821 si trasferì a Roma e vestì l’abito dei monaci di San Romualdo, ricevendo da Papa Pio VII la porpora cardinalizia.

### Carriera ecclesiastica
Papa Pio VII lo nominò Cardinale nel 1823, lodandolo come uomo non meno illustre per la pietà che per la dottrina. Zurla ricoprì numerosi incarichi di rilievo:
- Vicario della Città di Roma sotto Leone XII, confermato da Pio VIII e Gregorio XVI;
- Prefetto della Sacra Congregazione degli Studi, incarico che lo rese figura di riferimento per la cultura cattolica dell’epoca;
- Custode segreto del Papa per indagini interne sui monasteri.

Nel 1834 intraprese un viaggio in Sicilia per visitare i conventi locali. Morì improvvisamente a Palermo il 29 ottobre 1834, in circostanze che alimentarono voci di avvelenamento, legate alla sua missione di indagare su condotte licenziose all’interno di alcuni conventi.
Il suo corpo fu traslato a Roma e sepolto nella Chiesa di San Gregorio al Celio. Una lapide marmorea ne celebra la memoria.

## Opere e contributi
Placido Zurla si distinse non solo come teologo, ma anche come storico e geografo. Tra le sue opere principali:
- Enchiridion dogmatum et morum ex Summa Theologiae Divi Thomae Aquinatis (1802), dedicato a Papa Pio VII, manuale di teologia dogmatica.
- Dissertazione intorno ai viaggi di Nicolò ed Antonio fratelli Zeno, e alle scoperte settentrionali da essi fatte (1818), basata su antiche carte geografiche camaldolesi.
- Di Marco Polo e degli altri viaggiatori veneziani più illustri (1818), con appendici su antiche mappe, ritenuta una delle prime e più autorevoli ricerche moderne sulla cartografia medievale.
- Memorie intorno alla vita e gli studi del P. Lodovico Nacchi, abate camaldolese (1830 ca.).
- Numerose dissertazioni su temi religiosi, storici e artistici, comprese riflessioni su opere di Raffaello e Canova.

Il suo lavoro ebbe vasta eco tra i contemporanei, contribuendo a rinnovare l’interesse per la geografia medievale e la storia della cartografia.

## Genealogia episcopale e successione apostolica
La genealogia episcopale è:
- Cardinale Scipione Rebiba
- Cardinale Giulio Antonio Santori
- Cardinale Girolamo Bernerio, O.P.
- Arcivescovo Galeazzo Sanvitale
- Cardinale Ludovico Ludovisi
- Cardinale Luigi Caetani
- Cardinale Ulderico Carpegna
- Cardinale Paluzzo Paluzzi Altieri degli Albertoni
- Papa Benedetto XIII
- Papa Benedetto XIV
- Papa Clemente XIII
- Cardinale Marcantonio Colonna
- Cardinale Giacinto Sigismondo Gerdil, B.
- Cardinale Giulio Maria della Somaglia
- Cardinale Giacinto Placido Zurla, O.S.B.Cam.

La successione apostolica è:
- Vescovo Timoteo Maria Ascensi, O.C.D. (1824)
- Vescovo Evasio Secundo Agodino (1824)
- Vescovo Luigi Paolo Maria Pochettini di Serravalle (1824)
- Vescovo Vincenzo-Maria Armentano, O.P. (1824)
- Vescovo Niccola Berlingeri (1825)
- Vescovo Luigi Canestrari, O.M. (1825)
- Vescovo Giuseppe Maria Traversi di Pereta (1825)
- Arcivescovo Giuseppe de Nobili (1826)
- Vescovo Giovanni Battista Sartori (1826)
- Vescovo Robert Gradwell (1828)
- Arcivescovo Filippo Maria Albertino Bellenghi, O.S.B.Cam. (1828)
- Vescovo Bernardo Antonino Squarcina, O.P. (1828)
- Vescovo Luigi Francesco Paolo Maria Bovio, O.S.B. (1829)
- Vescovo Giovanni Pietro Augustoni, O.E.S.A. (1829)
- Vescovo Frédéric Cao, Sch.P. (1830)
- Arcivescovo Antoine Nouridjian (1830)
- Vescovo Alessandro Berrettini (1830)
- Vescovo Michele Amatore Lobetti (1832)
- Arcivescovo Vito Angelo Salvemini (1832)
- Vescovo Luigi Scalabrini, O.Carm. (1832)
- Arcivescovo Jean-Baptiste Auvergne (1833)
- Cardinale Antonio Francesco Orioli, O.F.M.Conv. (1833)
- Vescovo Lorenzo Parigini (1833)
- Vescovo Buenaventura Cano y Torrente, O. de M. (1834)